# Festa Major del Putxet
La festa major del Putxet se celebra la primera quinzena de juny al barri del Putxet, al districte de Sarrià - Sant Gervasi de Barcelona. Gran part de les activitats de la festa major es fan al turó del Putxet, convertit en parc i obert al públic des del 1970. Durant els tres dies que dura la festa, s'hi fan fires, torneigs i campionats, activitats infantils, àpats comunitaris i balls i concerts. Com que la festa major és molt nova, la cultura popular encara hi és poc arrelada. Un dels actes més destacats és durant la primera vetllada de la festa major, el divendres al vespre, quan es fa una cantada d'havaneres dins el recinte del parc.
La festa major del Putxet es va començar a celebrar el 1996 per iniciativa de l'Associació d'Amics i Veïns del Putxet. Aquesta entitat, que encara ara s'encarrega d'organitzar la festa, té per finalitat promoure i cohesionar la vida social i cultural del barri.